# إشراف سريري
العلاج النفسي، وغيرها من تخصصات الصحة النفسية، فضلا عن العديد من المهن الأخرى العاملة في العمل مع الناس. قد يتم تطبيق الإشراف أيضًا على الممارسين في التخصصات الجسدية لعملهم التحضيري للمرضى وكذلك الضمانات مع المرضى. الإشراف هو بديل بدلاً من الفحص بأثر رجعي رسمي، ويقدم أدلة حول مهارات الممارس تحت الإشراف
بانتظام مع محترف آخر، ليس بالضرورة أكبر، ولكن عادة مع التدريب على مهارات الإشراف، لمناقشة القضايا المهنية وغيرها من القضايا المهنية بطريقة منظمة. يُعرف هذا غالبًا بالإشراف السريري أو الاستشارى (تختلف الاستشارات في كونها نصيحة اختيارية من شخص ما بدون سلطة رسمية للمشرف). والغرض من ذلك مساعدة الممارس على التعلم من خبرته أو تقدمها في الخبرة، بالإضافة إلى ضمان الخدمة الجيدة للعميل أو المريض. يطبق التعلم على تخطيط العمل وكذلك على العمل التشخيصي والعلاجي.
عرف ميلن (2007) الإشراف السريري على أنه: "توفير رسمي، من قبل مشرفين معتمدين، لتعليم وتدريب على أساس العلاقة يركز على العمل ويدير ويدعم ويطور ويقيم عمل الزملاء / الزملاء. الطرق الرئيسية التي يستخدمها المشرفون هي تغذية راجعة تصحيحية حول أداء المشرف وتعليمه ووضع الأهداف التعاونية. لذلك فهو يختلف عن الأنشطة ذات الصلة، مثل التوجيه والتدريب، من خلال دمج عنصر تقييمي. أهداف الإشراف "معيارية" (مثل مراقبة الجودة)، "التصالحية" (مثل تشجيع المعالجة العاطفية) و "التكوينية" (مثل الحفاظ على كفاءة المشرفين وقدراتهم وفعاليتهم العامة وتيسيرها).
وقد استخدم بعض الممارسين (مثل أخصائيي الفن والموسيقى والدراما، وقساوسة، وعلماء النفس، وأخصائيي الصحة العقلية المهنيين) هذه الممارسة لسنوات عديدة. وفي تخصصات أخرى، قد تكون هذه الممارسة مفهوما جديدا. بالنسبة لممرضات الخدمات الصحية الوطنية، من المتوقع استخدام الإشراف السريري كجزء من الممارسة الجيدة. في تجربة يتم التحكم فيها عشوائيا في أستراليا، نظر وايت ووينستانلي في العلاقات بين الإشراف وجودة الرعاية التمريضية ونتائج المرضى، ووجد أن الإشراف كان له آثار مفيدة مستدامة للمشرفين ويشرف. يعتقد واكيت أن الحفاظ على ممارسة الإشراف السريري يتطلب دائمًا دعمًا إداريًا ومنهجيًا، وقد درس الجوانب العملية لإدخال وتضمين الإشراف السريري في منظمات كبيرة مثل هيئة الخدمات الصحية الوطنية (المملكة المتحدة)

## المملكة المتحدة
يستخدم الإشراف السريري في العديد من التخصصات في هيئة الخدمات الصحية الوطنية (المملكة المتحدة) من المتوقع أن يخضع أخصائي الصحة المساعدين مثل أخصائي العلاج الوظيفي المهني، أخصائيي العلاج الطبيعي (العلاج الفيزيائي)،  ، أخصائيو التغذية
 أخصائيي النطق واللغة (علم أمراض النطق واللغة)  والفن، أخصائيي العلاج بالموسيقى والدراما للإشراف السريري المنتظم. كتب واسكيت (2006) عن تطبيق مهارات الإشراف المركزة على الحل إما في أعمال الاستشارة أو الإشراف السريري. إن الأعضاء الممارسين في الجمعية البريطانية للإرشاد والعلاج النفسي  ملزمون بالإشراف لمدة 1.5 ساعة على الأقل في الشهر. يجب أن يحصل عليها الطلاب والمتدربون بمعدل ساعة واحدة لكل ثماني ساعات من الاتصال بالعملاء.
كما يتم استخدام المفهوم بشكل جيد في علم النفس، والعمل الاجتماعي، وخدمة الاختبار وفي أماكن العمل الأخرى.

## النماذج أو النهج
هناك العديد من الطرق المختلفة لتطوير مهارات الإشراف التي يمكن أن تساعد الطبيب أو الممارس في عملهم. تأتي نماذج أو مناهج محددة لكل من الإشراف على الاستشارة والإشراف السريري من نطاقات تاريخية مختلفة من التفكير والمعتقدات حول العلاقات بين الناس. بعض الامثلة مندرجة تحت.
طوّر بيتر هوكينز (1985) نموذجًا لعملية تكاملية تُستخدم دوليًا في مجموعة متنوعة من المهن المساعدة. قام بيتر هوكينز بتطوير «نموذج الإشراف ذي العيون السبعة» إلى جانب روبن شوهيت وجودي رايد وجوان ويلموت في «الإشراف في المهن المساعدة» (1989 و 2000 و 2006 و 2012 ) ومع نيك سميث في «التدريب والإرشاد والاستشارات التنظيمية: الإشراف والتطوير»(2006 و 2013 ) ويتم تدريسها في دورات مركز الإشراف وتطوير الفريق بالإضافة إلى العديد من الدورات التدريبية الأخرى في الإشراف.
قام كل من F. Inskipp and B. Proctor (1993، 1995) بتطوير نهج قائم على العناصر المعيارية والتكوينية والتصالحية للعلاقة بين المشرف والمشرف. تدرس ممارسة العلاج الوجيز  منهجًا يركز على الحل استنادًا إلى عمل ستيف دي شازر وإنسو كيم بيرج الذي يستخدم مفاهيم الفضول المحترم، والمستقبل المفضل، والاعتراف بنقاط القوة والموارد، واستخدام التوسع لمساعدة ممارس للتقدم (الموصوف في ). وصف واسكيت تدريس مهارات الإشراف التي تركز على الحلول لمجموعة متنوعة من المهنيين 
الإشراف القائم على الأدلة CBT هو نموذج مميز وحديث يعتمد على العلاج السلوكي المعرفي (CBT)، معززة بالنظريات ذات الصلة (مثل نظرية التعلم التجريبي)، وبيانات إجماع الخبراء، وعلى نتائج البحوث التطبيقية (Milne & Reiser ، 2017). لذلك فهو مثال على الممارسة المبنية على الأدلة، والتي يتم تطبيقها على الإشراف. يفي إشراف العلاج السلوكي المعرفي بالتعريف العام للإشراف السريري أعلاه (Milne، 2007)، مضيفًا بعض السمات المميزة التي تعكس العلاج السلوكي المعرفي كعلاج. يتضمن هذا درجة عالية من هيكل الجلسة واتجاهها (على سبيل المثال، وضع جدول الأعمال التفصيلي)، ولكن في إطار علاقة تعاونية بشكل أساسي. أيضا، هناك تركيز أساسي على تصور الحالة المعرفية، بشكل رئيسي من خلال استخدام مناقشة الحالة، تهدف إلى تطوير تركيبات الرسم البياني CBT. ولكن يجب الجمع بين المناقشة بشكل صحيح وتقنيات العلاج السلوكي المعرفي الأخرى، بما في ذلك الاستجواب السقراطي، والاكتشاف الموجه، ولعب الأدوار التعليمية، والتدرب السلوكي، والتغذية الراجعة التصحيحية. هناك جانب مميز آخر هو التركيز على المبادئ والأساليب القائمة على الأدلة، بما في ذلك استخدام أدوات موثوقة للتغذية المرتدة والتقييم، فيما يتعلق بكل من العلاج والإشراف. ربما تكون السمة الأكثر تحديدًا للإشراف على العلاج المعرفي السلوكي القائم على الأدلة هي الالتزام النشط والروتيني بأساليب البحث والنتائج: حيث تشير المناهج الأخرى إلى النظرية والخبرة السريرية / الإشرافية للإرشاد، فإن إشراف العلاج السلوكي المعرفي القائم على الأدلة يستلهم في النهاية «البيانات». يمكن العثور على أمثلة على استخدام النظريات ذات الصلة، وبيانات إجماع الخبراء والبحوث، بالإضافة إلى ستة مبادئ توجيهية للإشراف تم وضعها رسميًا (موضحة من خلال مقاطع الفيديو) في Milne & Reiser (2017).
سيختبر المستشارون أو المشرفون الإكلينيكيون خبرة في تخصصهم ومن ثم يحصلون عادةً على تدريب إضافي في أي من الأساليب المذكورة أعلاه، أو غيرها.

### اقتباسات
1. ↑  "clinical-supervision.com". clinical-supervision.com. مؤرشف من الأصل في 2000-08-17. اطلع عليه بتاريخ 2012-02-10.
2. ↑  White E, Winstanley J, Does clinical supervision lead to better patient outcomes in mental health nursing? Nursing Times; 106: 16, pp. 16–18, 2010.
3. ↑  Waskett, C. Clinical Supervision using the 4S model 1: considering the structure and setting it up' Nursing Times 106: 16, pp. 12–14, 2010.
4. ↑  Waskett C', Clinical Supervision using the 4S model 2: training supervisors to deliver effective sessions' Nursing Times 106: 17, pp. 19–21, 2010.
5. ↑  Waskett, C. 'Clinical supervision using the 4S model 3: Keeping it going. Nursing Times 106: 18, 2010.
6. ↑  "Occupational therapy - helping you to live life your way | BAOT/COT". Cot.org.uk. 23 يناير 2012. مؤرشف من الأصل في 2020-04-02. اطلع عليه بتاريخ 2012-02-10. {{استشهاد ويب}}: |archive-date= / |archive-url= timestamp mismatch (مساعدة)
7. ↑  "The Chartered Society of Physiotherapy | The Chartered Society of Physiotherapy". Csp.org.uk. مؤرشف من الأصل في 2020-04-02. اطلع عليه بتاريخ 2012-02-10.
8. ↑  "British Dietetic Association BDA". Dietetics.org.uk. 1 نوفمبر 2011. مؤرشف من الأصل في 2019-03-23. اطلع عليه بتاريخ 2012-02-10.
9. ↑  "Home". Rcslt.org. مؤرشف من الأصل في 2020-04-02. اطلع عليه بتاريخ 2012-02-10.
10. ↑  "British Association of Art Therapists". Baat.org. مؤرشف من الأصل في 2020-04-02. اطلع عليه بتاريخ 2012-02-10.
11. ↑  "The British Association for Counselling & Psychotherapy". BACP. مؤرشف من الأصل في 2020-04-02. اطلع عليه بتاريخ 2012-02-10.
12. ↑  Hawkins, P. (1985). Humanistic psychotherapy supervision: a conceptual framework. Self and Society: Journal of Humanistic Psychology, 13(2), 69–79.
13. ↑  Hawkins, P., and Shohet, R. (2012). Supervision in the Helping Professions. (Fourth edition) Maidenhead: Open University Press/ McGraw Hill.
14. ↑  Hawkins, P. and Smith N. (2006, second edition 2013) “Coaching, Mentoring and Organizational Consultancy: Supervision and Development.” Maidenhead: Open University Press/McGraw Hill.
15. ↑  Netrix Limited. "BRIEF - Europe's largest provider of solution focused Brief Therapy training". Brieftherapy.org.uk. مؤرشف من الأصل في 2020-04-02. اطلع عليه بتاريخ 2012-02-10.
16. ↑  Irwell Design: http://www.irwelldesign.co.uk. "Solution focused supervision article". Northwest Solutions. مؤرشف من الأصل في 2008-08-30. اطلع عليه بتاريخ 2012-02-10. {{استشهاد ويب}}: روابط خارجية في |مؤلف= (مساعدة)
17. ↑  Henderson, P. (Ed.), Supervisor Training: issues and approaches; Waskett; Learning to supervise using a solution focused approach. Karnac, 2009.